# Avenida Beira Mar (Fortaleza)
A Avenida Beira-Mar é um dos logradouros mais importantes da cidade de Fortaleza, Ceará. Faz parte da área nobre do município e possui a maior concentração de hotéis, bem como robusta estrutura turística. O bairro que abriga a maior parte da avenida, Meireles, possui o IDH mais elevado de Fortaleza.
A Beira-Mar está inserida no quadrilátero mais cobiçado de Fortaleza. Seus edifícios, construções muitas vezes polêmicas (em virtude da circulação do vento e outros fatores), são muito disputados devido à paisagem, a possibilidade de negócios com os visitantes e a qualidade como espaço de moradia.

## Histórico

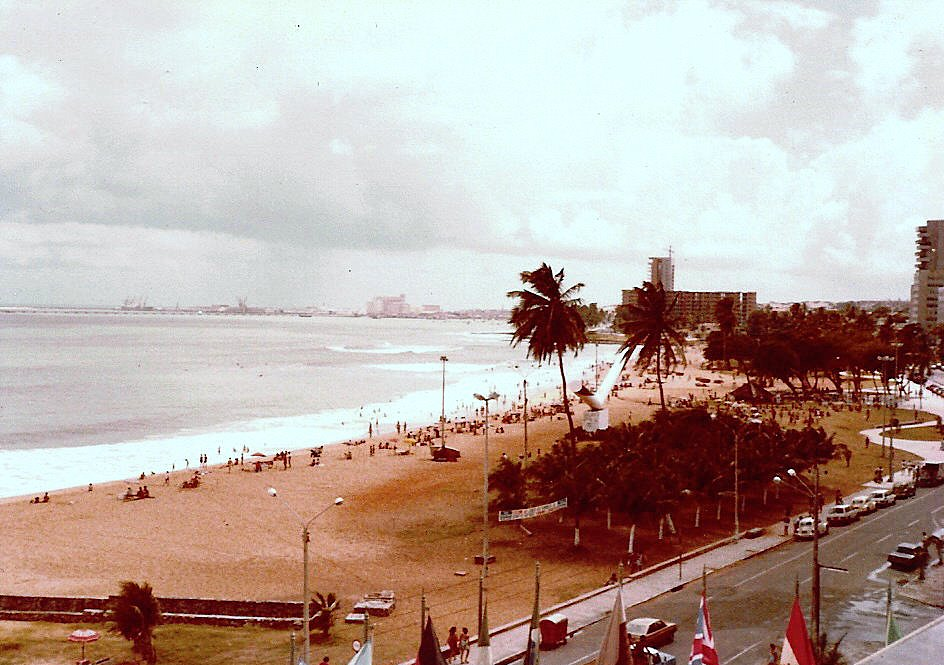
Imagem da Avenida Beira-Mar na década de 1980 antes da urbanização da feirinha da Beira-Mar.

Construída há pouco mais de 50 anos, a Avenida Beira-Mar é um dos principais cartões-postais de Fortaleza e é o local de diversão e trabalho mais valorizado na capital devido à sua orla cheia de luxuosos edifícios e hotéis e pelo calçadão movimentado por turistas e praticantes de atividades físicas. Também é local de trabalho para muita gente e encontros com um visual surpreendente. Antes, a presença maior na região era de pescadores e algumas casas de veraneio. A Avenida Beira-Mar começou a ser construída em 1961, com uma grande calçada, no governo de Manoel Cordeiro Neto, que transferiu as casas de pescadores para outros bairros, como a Varjota e o Mucuripe. 
A nova avenida recebeu o nome de presidente Getúlio Vargas, mas em 1964 passou a se chamar Presidente Kennedy para futuramente receber o nome que tem hoje de Avenida Beira-Mar, nome bem mais condizente com o lugar que é a cara da cidade que reflete seu povo, seus costumes, sua cultura. É no calçadão que a estátua de Iracema, uma escultura do pernambucano Corbiniano Lins homenagem aos 100 anos do maior escritor cearense, José de Alencar. Ela está lá desde 1965, ano do centenário do romance, sendo um dos principais pontos turísticos da capital. Um pouco a frente, no Mucuripe, o movimento das jangadas é outro atrativo e fonte de inspiração para muitos artistas. Parada obrigatória também é a Feirinha da Beira-Mar, que existe lá desde 1980 e disponibiliza uma grande a variedade de produtos para os visitantes.

### Requalificação
Durante a gestão da ex-prefeita Luizianne Lins foi apresentado um projeto de requalificação completa do calçadão e da avenida. Tal projeto só viria a ser posto em pratica da gestão do então prefeito Roberto Claudio que anunciou uma série de melhorias urbanísticas ao longo da via, com a construção de um novo calçadão, além da ampliação da faixa de areia entre as Praias de Iracema e o bairro Meireles. O pacote de obras de requalificação da Avenida Beira Mar inclui a urbanização completa do trecho entre a Av. Rui Barbosa e a Rua Tereza Hinko, dando continuidade às obras de requalificação já realizadas desde o novo Mercado dos Peixes, no Mucuripe, até o calçadão na Estátua de Iracema, às margens do Riacho Maceió.
Os trabalhos comporão um total de 211.515,57 m² de área construída, que compreende a construção de um novo calçadão com três pavilhões multiusos, dotados de 40 quiosques de alimentação e bebidas, todos padronizados e a urbanização dos espigões da rua João Cordeiro e das Avenidas Desembargador Moreira e Rui Barbosa. As obras, que estão orçadas em aproximadamente R$ 120 milhões, vão contar com recursos provenientes do Banco de Desenvolvimento da América Latina (CAF).
O trecho da faixa de praia a ser ampliado corresponde à Avenida Desembargador Moreira, no Meireles, até o espigão da Rua João Cordeiro, na Praia de Iracema, com o aumento de 80 metros da faixa de areia mar adentro.A obra de engorda será dividida em dois trechos: o primeiro compreendido entre os espigões da Rua João Cordeiro e da Avenida Rui Barbosa, prevê o acréscimo da faixa de praia e o Aterro da Praia de Iracema ficará com uma área total de 71 mil m² de área.O segundo trecho consiste no aumento da faixa de praia entre a Av. Rui Barbosa e a Av. Desembargador Moreira, criando assim um novo aterro com cerca de 81 mil m² de área, possibilitando a ampliação do calçadão.